# Rietstreepmot
De rietstreepmot (Orthotelia sparganella) is een vlinder uit de familie parelmotten (Glyphipterigidae). De wetenschappelijke naam is voor het eerst geldig gepubliceerd in 1788 door Thunberg.
De soort komt voor in Europa.